# Victor Emanuel Anderson
Victor Emanuel Anderson, född 30 mars 1902 i Havelock (numera stadsdel i Lincoln), Nebraska, död 15 augusti 1962 i Lincoln, Nebraska, var en amerikansk republikansk politiker. Han var Lincolns borgmästare 1950–1953 och Nebraskas guvernör 1955–1959.
Anderson studerade vid University of Nebraska utan att ta examen och var sedan verksam som affärsman.
Anderson efterträdde 1950 Thomas R. Pansing som Lincolns borgmästare och efterträddes 1953 av Clark Jeary. År 1955 efterträdde han sedan Robert B. Crosby som Nebraskas guvernör och efterträddes 1959 av Ralph G. Brooks. Andersons viceguvernör Charles J. Warner avled 1955 i ämbetet och han var därefter en tid utan viceguvernör fram till Dwight W. Burneys ämbetstillträde år 1957.
Anderson avled 1962 och gravsattes på Wyuka Cemetery i Lincoln.